# Nagelsti
 Der er for få eller ingen kildehenvisninger i denne artikel, hvilket er et problem. Du kan hjælpe ved at angive troværdige kilder til de påstande, som fremføres i artiklen.

Nagelsti er en lille by på det østlige Lolland beliggende i Guldborgsund Kommune, Region Sjælland, ca. 5 kilometer fra Nykøbing Falster. Byen har 533 indbyggere  (2024). Den ligger i Toreby Sogn ud til sundet mellem skov, eng og land, placeret mellem byerne Toreby (vest), Sundby (nord), Priorskov (syd) og sundet Guldborg Sund (øst). Indbyggertallet var på sit højeste i 1981, hvor der boede 641 indbyggere i byen. Nagelsti er også forekommende som bondetilnavn på Lolland.

## Byens historie
Nagelsti er en gammel landsby med flere gårde, som er samlet i et gårdlaug (bylaug), med et historisk bytræ i centrum. Priorskov var Nagelstis gamle hovedgård. Bytræet var historisk samlingspunkt for ungdommen, hvortil var knyttet ritualer og festligheder forår, midsommer og høst. I bytræets stensætning er tilhugget i granit beskrevet vigtige begivenheder i byens og landets historie. Den første sten daterer sig tilbage til 1787, hvor loven om fæstebøndernes pligter og rettigheder, bl.a. afskaffelse af træhesten, halsjernet m.v., omtales. Stavnsbåndets opløsning (1788) omtales i Junigrundloven (1849); de første gårde i byen overgik til arvefæste (1874) m.m. Den seneste daterede sten er rejst til minde om Danmarks befrielse den 5. maj 1945.
Nagelsti nævnes i historiske kilder så tidligt som 1315, hvor Erik, søn af Valdemar, konge i Sverige overgav alt sig gods "løst og fast" i Toreby og i Toreby Sogn (som omfattede Rykkerup, Nagelsti, Sundby og Store Avnede) til Morten Due for en sum sølv og penge der var ham skyldig. Bopladsstedet er dog langt ældre, da Nationalmuseet har udgravet stenalderbopladser rige på fund, bl.a. i Nagelsti Engmose.
I slutningen af 1960'erne begyndte kommunen at udstykke grunde til parceller – især på det nedlagte savværks grund. Der lå også en gammel skole i Nagelsti, som i dag er privatbolig.

## Seværdigheder
Hele Sydøstlolland er rigt på velbevarede oldtidsminder, runddysser, langdysser og jættestuer. Især Frejlev Skov, beliggende godt 10 kilometer syd for Nagelsti, er så rig på oldtidsminder, at de kan beses på en kort vandring. Der findes mange kendte mindesmærker fra Danmarks forhistorie i Nagelsti, men en del blev bortryddet af bønder før en fredning var mulig; 18 stendysser og 16 jordhøje (6 jordhøje og 11 stendysser er ryddet).
Sydøst for Nagelsti findes Skejten, som er et meget smukt landskab af national betydning. Kunstnere har gennem mere end 100 år holdt til på stedet og Folketingets store forsamlingssal er i sin bagende udsmykket med de to store, velkendte Olaf Rude malerier af Skejten. Begge malerier er udtryk for dansk impressionisme og lollandsk natur. Skejten er en lille halvø på Guldborg Sunds vestlige bred, ca. midtvejs mellem Nysted og Nykøbing Falster. Navnet Skejten er et udtryk for "usikker, slingrende bevægelse af benene (fødderne)" og hentyder i denne sammenhæng til at stedet i Middelalderen er blevet brugt til hestekampe. Området har været fredet siden 1917.

## Galleri
- Bytræet i Nagelsti
- Årstalsmarkeringer på stenene